# Gran Premio di Turchia 2021
Il Gran Premio di Turchia 2021 è stata la sedicesima prova della stagione 2021 del campionato mondiale di Formula 1. La gara si è disputata domenica 10 ottobre sul circuito di Istanbul, sito a Tuzla, ed è stata vinta dal finlandese Valtteri Bottas su Mercedes, al decimo successo in carriera; Bottas ha preceduto sotto la bandiera a scacchi i due piloti della Red Bull Racing-Honda, l'olandese Max Verstappen e il messicano Sergio Pérez.
Per Valtteri Bottas è il secondo hat trick (pole position, giro veloce e vittoria del Gran Premio) in carriera in Formula 1.

## Vigilia

### Sviluppi futuri
Gli organizzatori del nuovo Gran Premio d'Arabia Saudita, che debutterà come penultimo appuntamento di questa stagione in programma il 5 dicembre, annunciano che il completamento dei lavori per la costruzione del circuito di Gedda, iniziati ad aprile, è in netto ritardo. Formula 1 e Liberty Media osservano con attenzione l'approntamento della pista, senza che fino a oggi sia scattato l'allarme rosso riguardo l'organizzazione della gara.
La Federazione Internazionale dell'Automobile annuncia l'ingresso in calendario per la prima volta nella storia del campionato mondiale di Formula 1 del Gran Premio del Qatar in programma il successivo 21 novembre, data nel quale era in programma il Gran Premio d'Australia, annullato nei mesi precedenti a causa della pandemia di COVID-19. Era l'ultimo Gran Premio a essere stabilito nel calendario, dopo la riduzione del numero di appuntamenti da 23 a 22. Si tratta del quinto Gran Premio a essere corso nel Medio Oriente, dopo quelli di Bahrein, Abu Dhabi e Sakhir, insieme al nuovo Gran Premio d'Arabia Saudita che debutta in questa stagione dopo la gara qatariota. Il Qatar diventa il trentatreesimo Paese a ospitare la Formula 1. La gara si disputerà in nottura sul circuito di Losail, già utilizzato dal Motomondiale dalla stagione 2004. Ooredoo, principale provider di telecomunicazioni del Paese, è scelto come title sponsor dell'evento. Viene inoltre siglato un accordo della durata di dieci anni per avere la gara in calendario a partire dalla stagione 2023, su una diversa sede ancora da stabilire con un nuovo tracciato in fase di progettazione, in quanto nella stagione successiva il Paese si concentrerà nell'ospitare il mondiale di calcio.
Stefano Domenicali, Presidente di Formula One Group, annuncia che il numero di appuntamenti previsti per la stagione 2022 sarà di 23, record nella storia della Formula 1, uno in più rispetto alla stagione attuale, lo stesso numero iniziale di Gran Premi stabiliti per questo campionato, con l'inizio della stagione fissato per metà marzo e la fine, per la prima volta dal 2018, nel mese di novembre, poco dopo la metà del mese, per evitare la sovrapposizione con il mondiale di calcio. Viene inoltre reso noto che la Qualifica Sprint, formato sperimentato in questa stagione, ma solo per tre Gran Premi, sarà nuovamente applicato a sette o otto gare.
La Honda annuncia che produrrà le power unit che verranno utilizzate da Red Bull Racing e AlphaTauri nella stagione 2022, cedendo successivamente i diritti. A partire dal 2023 sarà Red Bull Powertrains ad assumersi la responsabilità di tutta la produzione e la manutenzione dei motori.
Stefano Bonaccini, Presidente della regione Emilia-Romagna, conferma lo stanziamento da parte del governo dei fondi necessari per la disputa del Gran Premio omonimo nel calendario della stagione 2022, con rinnovo fino al 2025. Il debutto del Gran Premio avvenne nella stagione 2020 con lo scopo di rimpiazzare altre corse annullate o posticipate a causa della pandemia di COVID-19. Il Gran Premio si è disputato anche nel corso di questa stagione quando è stato aggiunto al calendario come secondo appuntamento in sostituzione dell'annullamento del Gran Premio di Cina, sempre per via della pandemia.
Gli organizzatori del Gran Premio di Città del Messico, in programma il successivo 7 novembre, e che segna il debutto nel calendario del campionato mondiale di Formula 1, annunciano che l'autore della pole position riceverà un premio speciale riguardante una replica del casco indossato dall'ex pilota argentino Juan Manuel Fangio, vincitore di cinque mondiali piloti, in concomitanza con il 70º anniversario del primo titolo iridato.

### Aspetti tecnici

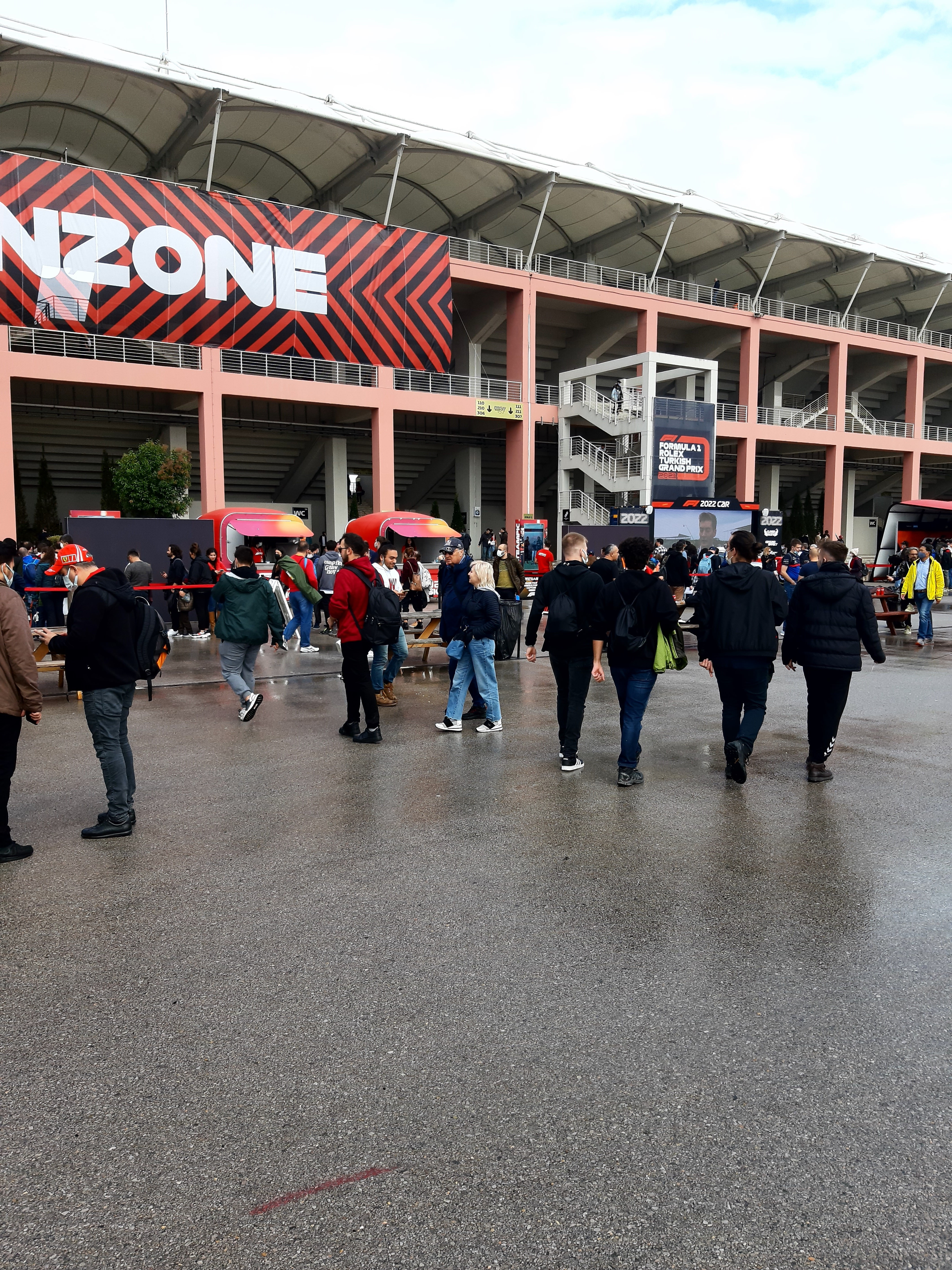
La fanzone del circuito nella giornata del sabato

Per questo Gran Premio la Pirelli, fornitrice unica degli pneumatici, offre la scelta tra gomme di mescola C2, C3 e C4, le tre mescole centrali della gamma. Rispetto alla precedente edizione, vengono nominate mescole di uno step più morbide. La decisione di selezionare mescole più morbide si basa sui dati raccolti lo scorso anno, che presentavano un circuito con livelli medi di usura e bassi di grip, cosa che ha reso la superficie estremamente scivolosa.
Dopo le critiche dei piloti alla superficie della pista che non garantiva abbastanza grip durante l'edizione precedente, gli organizzatori del Gran Premio e il direttore di gara Michael Masi hanno annunciato ufficialmente di avere risolto il problema dell'aderenza grazie a uno specifico intervento, prendendo spunto da quanto realizzato sulla pista di Marina Bay a Singapore, dove viene applicato il sistema dell’acqua ad alta pressione. In aggiunta, un nuovo cordolo è stato aggiunto all'uscita della curva 1, 5 e 14, mentre lo spazio dedicato alla safety car e alla medical car dentro la pit lane è stato esteso per fare in modo che quest'ultimo non sia d'intralcio con l'ultima piazzola dei box. Prima dell'inizio della terza sessione di prove libere del sabato due dossi vengono installati all'esterno del cordolo della curva 1.
Sono due le zone indicate dalla Federazione Internazionale dell'Automobile ove i piloti possono usare il Drag Reduction System: la prima zona è posta tra la curva 11 e la curva 12, con punto per la determinazione del distacco fra piloti posto prima della curva 9; la seconda zona è stabilita sul rettilineo dei box, con detection point fissato dopo la curva 13.
La Federazione rende noto che al termine della gara del precedente Gran Premio di Russia, tra le prime dieci vetture classificate è stata sorteggiata la Ferrari di Carlos Sainz Jr. per le verifiche tecniche. Esse sono risultate essere conformi al regolamento tecnico.
La Federazione stabilisce tre punti del tracciato nel quale i piloti sono costretti a rispettare i limiti di quest'ultimo. I punti in questione riguardano l'uscita della curva 1, 6 e 14: non rispettando i limiti in queste curve i piloti vedono il loro tempo sul giro cancellato dalla direzione gara e, nel caso della curva 14, anche il giro successivo.
Dopo l'incidente avvenuto al pilota francese Romain Grosjean nel corso delle prime fasi del Gran Premio del Bahrein 2020 nel quale, per uscire dall'abitacolo della monoposto, ha avuto ustioni alle mani, la Federazione, fin dall'inizio del campionato, si è attivata per migliorare la protezione offerta. In qualsiasi sessione di prova libera, cinque piloti, Lewis Hamilton, Sebastian Vettel, Carlos Sainz Jr., Daniel Ricciardo e George Russell, utilizzano un nuovo modello di guanti che dovrebbe avere una migliore resistenza alla trasmissione del calore.
Prima dell'inizio della prima sessione di prove libere del venerdì sulla vettura di Lewis Hamilton viene installata la quarta unità relativa al motore a combustione interna. Il pilota britannico è penalizzato di dieci posizioni sulla griglia di partenza. Sulla vettura di Carlos Sainz Jr. viene installata la quarta unità relativa al motore a combustione interna, al turbocompressore e all'MGU-H, e la terza unità relativa al sistema del recupero dell'energia e all'unità di controllo elettronico. Il pilota spagnolo è costretto a partire dal fondo dello schieramento.

### Aspetti sportivi
Inizialmente il Gran Premio non era previsto nel calendario della stagione 2021. A causa delle problematiche causate dalla pandemia di COVID-19, Il Gran Premio viene inizialmente inserito nel calendario di questa stagione, in programma il 13 giugno, in sostituzione del Gran Premio del Canada annullato a causa della pandemia. Successivamente il Gran Premio viene posticipato a causa delle restrizioni imposte dal Regno Unito ai viaggiatori provenienti dalla Turchia per via delle problematiche dettate dall'emergenza sanitaria e sostituito dal Gran Premio di Stiria. Il mese successivo il Gran Premio viene reinserito in calendario in programma il 3 ottobre in sostituzione della cancellazione del Gran Premio di Singapore, sempre a causa della pandemia. La gara viene successivamente spostata di una settimana a causa della riduzione del numero di gare in calendario. È la prima volta che il Gran Premio di Turchia viene corso nel mese di ottobre.
A differenza della precedente edizione disputatasi a porte chiuse a causa della pandemia, e corsa per la prima volta nel mese di novembre, il Gran Premio vede la presenza del pubblico sulle tribune, come stabilito nella maggioranza delle precedenti corse che hanno avuto luogo in Europa. Una presenza di 100 000 spettatori è attesa nel corso del weekend.
Alla vigilia del ritorno in calendario del Gran Premio d'Olanda, la Red Bull Racing ha presentato un reclamo alla FIA contro la Mercedes. La scuderia di Milton Keynes ritiene che il team di Brackley, nelle ultime gare, sia riuscito a ottenere più cavalli in fase di accelerazione attraverso il raffreddamento dell'aria. Secondo l’articolo 5.6.8 del regolamento tecnico la temperatura dell’aria nel plenum deve essere superiore di almeno 10 °C rispetto alla temperatura ambiente. Alla vigilia della gara, la Federazione respinge la protesta del team austriaco spazzando via dunque i dubbi sulla regolarità dell’operato dei tecnici della Mercedes, in particolare i motoristi stanziati nella sede di Brixworth.
In questa gara, la Ferrari viene iscritta al Gran Premio solo come "Scuderia Ferrari" senza il title sponsor Mission Winnow, in quanto percepito dalle legislazioni locali come una forma di pubblicità indiretta al tabacco. Il logo viene oscurato dal telaio della SF21 oltreché dalle tute di meccanici e piloti, come avvenuto per alcune gare del campionato 2019 e per tutta la stagione 2020. In questo campionato il logo è stato oscurato dal Gran Premio di Francia al Gran Premio d'Italia, mentre invece fu reso utilizzabile dal Gran Premio del Bahrein, la gara inaugurale della stagione, al Gran Premio d'Azerbaigian, insieme al precedente Gran Premio di Russia.

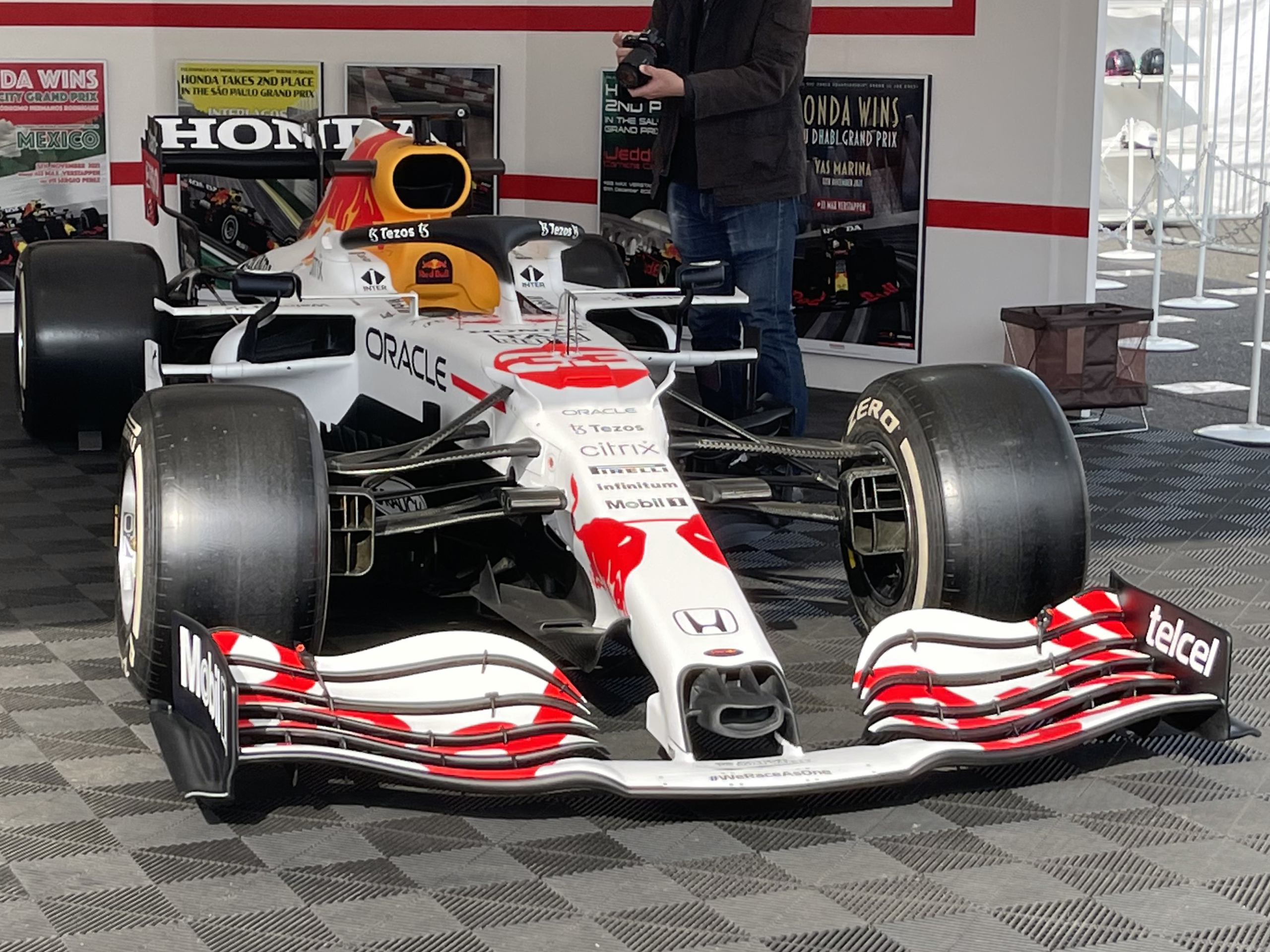
La Red Bull RB16B nella speciale livrea sfoggiata in questo Gran Premio, biancorossa come la bandiera giapponese poiché omaggiante il motorista Honda

La Red Bull Racing prende parte al Gran Premio con una livrea celebrativa, omaggiando Honda nel weekend che, in precedenza, avrebbe dovuto ospitare il Gran Premio del Giappone prima che fosse annullato per la seconda stagione consecutiva a causa della pandemia di COVID-19.
Il team principal della Ferrari, Mattia Binotto, non è presente al Gran Premio. Come avvenuto in diverse occasioni lo scorso anno, Binotto resta nel quartier generale di Maranello per concentrarsi sul lavoro di sviluppo della monoposto della prossima stagione, seguendo tutte le sessioni in pista in continuo collegamento con la squadra. La responsabilità della squadra sarà affidata a Laurent Mekies. La scuderia italiana annuncia inoltre che cinque ragazzi iniziano la loro attività nella Ferrari F1 Engineering Academy. Due ragazze e tre ragazzi provenienti da atenei italiani e britannici sono stati divisi in due gruppi, power unit e telaio, e saranno operativi per sei mesi.
Il sudafricano Alan van der Merwe, che ricopre il ruolo di pilota della medical car, e il dottor Ian Roberts, presente a bordo della vettura, sono costretti a saltare il Gran Premio per via della loro positività al SARS-CoV-2. Vengono sostituiti dal portoghese Bruno Correia, pilota della safety car della Formula E, e dal dottor Bruno Francheschini.
In questa stagione il Gran Premio è sponsorizzato, per la prima volta, da Rolex.
L'ex pilota di Formula 1 Enrique Bernoldi è nominato commissario aggiunto da parte della Federazione. Il brasiliano ha svolto in passato, in diverse occasioni, tale funzione, l'ultima nel precedente Gran Premio di Russia. Per questo Gran Premio, come il precedente, è la casa automobilistica inglese Aston Martin a fornire la safety car e la medical car.

## Prove

### Resoconto
La pista, dopo la pulitura dell'asfalto, risulta molto più veloce, rispetto all'edizione del 2020. Il più rapido della prima sessione è Lewis Hamilton, che ottiene un tempo di oltre quattro secondi inferiore rispetto al miglior tempo delle sessioni di prove libere dell'anno precedente.
Il campione del mondo ha preceduto, di oltre quattro decimi, Max Verstappen che, a sua volta, ha staccato di pochi millesimi le due Ferrari. Le due vetture italiane hanno anche dimostrato competitività sul passo di gara. Sulla vettura di Sainz Jr. sono stati montati dei rastrelli per raccogliere dei dati sull'aerodinamica. Analogo studio dei flussi dell'aria è stato compiuto da Sebastian Vettel, con la sua Aston Martin.
Sono stati tredici i tempi cancellati ai piloti per avere oltrepassato i limiti della pista all'uscita della curva 1, cinque i tempi cancellati per avere oltrepassato i limiti all'uscita della curva 6 e cinque i tempi cancellati per avere oltrepassato I limiti all'uscita della curva 14, durante la prima sessione di prove libere del venerdì. Nel primo caso si sono visti cancellare il tempo Pierre Gasly (quattro volte), Nikita Mazepin e Antonio Giovinazzi (due volte), Lance Stroll, Sebastian Vettel, Fernando Alonso, Charles Leclerc e Sergio Pérez (una volta); nel secondo caso si sono visti cancellare il tempo Kimi Räikkönen e Charles Leclerc (due volte), Fernando Alonso (una volta); nel terzo caso si sono visti cancellare il tempo Pierre Gasly (due volte), Lando Norris, Carlos Sainz Jr. e Antonio Giovinazzi (una volta).
Hamilton ha saputo confermarsi, anche nella sessione pomeridiana. Il pilota della Mercedes, assieme a Leclerc, sono stati gli unici a completare un giro al di sotto del minuto e 24 secondi. Il monegasco, dopo il terzo posto del mattino, si piazza a pochi millesimi dal tempo del britannico. Al terzo posto è risalito l'altro pilota della Mercedes, Bottas, che ha preceduto le due Red Bull Racing. Alla scuderia austriaca Pérez ha prevalso su Verstappen, per un decimo e mezzo. Le Mercedes, valutando il maggior grip della pista, rispetto a quanto previsto, hanno deciso per un assetto più scarico nelle ali posteriori, rispetto alla prima sessione di prove libere.
La prima parte della sessione pomeridiana è stata influenzata da un vento teso, che ha anche provocato alcuni testacoda, ma senza conseguenze né per i piloti, né per le monoposto.
Sono stati ventitré i tempi cancellati ai piloti per avere oltrepassato i limiti della pista all'uscita della curva 1, uno il tempo cancellato per avere oltrepassato i limiti all'uscita della curva 6 e uno il tempo cancellato per avere oltrepassato i limiti all'uscita della curva 14, durante la seconda sessione di prove libere del venerdì. Nel primo caso si sono visti cancellare il tempo Nikita Mazepin e Carlos Sainz Jr. (tre volte), Pierre Gasly, Antonio Giovinazzi, Daniel Ricciardo, Yuki Tsunoda, e Sergio Pérez (due volte), George Russell, Lewis Hamilton, Mick Schumacher, Esteban Ocon, Valtteri Bottas, Sebastian Vettel e Charles Leclerc (una volta); nel secondo caso si è visto cancellare il tempo Nikita Mazepin; nel terzo caso si è visto cancellare il tempo Nikita Mazepin.
Al termine della seconda sessione di prove libere del venerdì sulle vetture di Valtteri Bottas e Antonio Giovinazzi vengono sostituite le trasmissioni. I due piloti non sono penalizzati sulla griglia di partenza: Bottas ha usato la precedente trasmissione per sette Gran Premi consecutivi, mentre Giovinazzi ha dovuto sostituire la precedente trasmissione nel Gran Premio precedente, operazione avvenuta prima della disputa di sei gare di fila con lo stesso componente.
La pioggia del sabato costringe i piloti ad affrontare la terza sessione di prove libere, almeno nella prima parte, con gomme da bagnato che, dopo qualche tornata, saranno sostituite con quelle da condizione intermedia. Il migliore della sessione è risultato Pierre Gasly, che ha chiuso davanti ai due piloti della Red Bull Racing, Verstappen, autore di un testacoda, e Pérez.
La sessione è stata caratterizzata anche da testacoda occorsi a Charles Leclerc, Nicholas Latifi e George Russell. Quest'ultimo, finendo nella ghiaia, senza possibilità di muovere la sua monoposto, ha costretto la direzione di gara a interrompere, brevemente, la sessione, con bandiera rossa. Le Mercedes, sia con Hamilton che con Bottas, si sono limitate a pochi giri, in quanto i piloti hanno considerato le condizioni atmosferiche non probanti, in vista delle qualificazioni e della gara.
È stato uno il tempo cancellato per avere oltrepassato i limiti della pista all'uscita della curva 1 e uno il tempo cancellato per avere oltrepassato i limiti all'uscita della curva 14, durante la terza sessione di prove libere del sabato. Nel primo caso se l'è visto cancellare Antonio Giovinazzi; nel secondo caso se l'è visto cancellare Lance Stroll.

### Risultati
Nella prima sessione del venerdì si è avuta questa situazione:
| Pos | Nº | Pilota          | Costruttore           | Tempo    | Gap    | Giri |
| --- | -- | --------------- | --------------------- | -------- | ------ | ---- |
| 1   | 44 | Lewis Hamilton  | Mercedes              | 1'24"178 |        | 26   |
| 2   | 33 | Max Verstappen  | Red Bull Racing-Honda | 1'24"603 | +0"425 | 24   |
| 3   | 16 | Charles Leclerc | Ferrari               | 1'24"654 | +0"476 | 27   |

Nella seconda sessione del venerdì si è avuta questa situazione:
| Pos | Nº | Pilota          | Costruttore | Tempo    | Gap    | Giri |
| --- | -- | --------------- | ----------- | -------- | ------ | ---- |
| 1   | 44 | Lewis Hamilton  | Mercedes    | 1'23"804 |        | 30   |
| 2   | 16 | Charles Leclerc | Ferrari     | 1'23"970 | +0"166 | 29   |
| 3   | 77 | Valtteri Bottas | Mercedes    | 1'24"214 | +0"410 | 31   |

Nella sessione del sabato mattina si è avuta questa situazione:
| Pos | Nº | Pilota         | Costruttore           | Tempo    | Gap    | Giri |
| --- | -- | -------------- | --------------------- | -------- | ------ | ---- |
| 1   | 10 | Pierre Gasly   | AlphaTauri-Honda      | 1'30"447 |        | 19   |
| 2   | 33 | Max Verstappen | Red Bull Racing-Honda | 1'30"611 | +0"164 | 11   |
| 3   | 11 | Sergio Pérez   | Red Bull Racing-Honda | 1'30"684 | +0"237 | 13   |

## Qualifiche

### Resoconto
All'inizio della sessione di qualifica la pista si presenta pressoché asciutta, ma le previsioni annunciano il ritorno della pioggia, già nel corso della prima fase. Tutti i piloti decidono perciò di affrontare subito la pista, provocando un discreto traffico sul tracciato. La situazione diventa subito critica, visto che la pioggia cade su alcuni tratti. Sainz Jr. è autore di un testacoda alla prima curva, mentre anche Hamilton ha delle difficoltà a tenere in pista la sua monoposto. Il britannico è comunque in testa alla classifica dei tempi, davanti a Bottas, Tsunoda e Russell.
Verstappen, che ha macchiato il primo giro con un errore, riesce, con il secondo tentativo, a piazzarsi alle spalle di Hamilton. Successivamente sia Bottas che Lando Norris battono il tempo di Hamilton. La pista resta comunque ancora veloce: Leclerc e poi Gasly sono ancora capaci di migliorare il primo tempo.
Quando mancano pochi minuti al termine della Q1 ritornano a girare sia Hamilton, sesto, che Verstappen, che ha il decimo tempo. Il britannico strappa ancora il miglior tempo, trovandosi, al termine della prima fase, davanti a Verstappen e Gasly. Non passano alla fase seguente Daniel Ricciardo, Latifi, Giovinazzi, Räikkönen e Mazepin. A sorpresa, all'ultimo tentativo, passa invece Mick Schumacher.
La minaccia della pioggia esiste anche nella Q2, ma i piloti, con pista asciutta, decidono di utilizzare le coperture slick. Quasi tutti, a partire dalle Mercedes e dalle Red Bull, optano per le gomme medie, scelta che poi inciderà sul tipo di mescola impiegata alla partenza del Gran Premio. Bottas è in testa alla classifica dei tempi, davanti a Fernando Alonso e Gasly. Un errore di Pérez impedisce a Verstappen, che lo segue da vicino, di scalare i tempi, così come Hamilton, anche lui autore di un'imprecisione, che lo fa classificare solo settimo. L'olandese e il britannico si rifanno poco dopo, con Hamilton primo, davanti a Verstappen. Il pilota della Mercedes si lamenta della difficoltà di mandare in temperatura gli pneumatici; questo costringe lui, e anche Bottas, a due giri di lancio prima di attaccare il tempo. Comunque anche il finlandese riesce a fare meglio di Verstappen.
Pérez sale terzo mentre Ocon scalza Leclerc dai primi dieci, quando mancano due minuti al termine della Q2. In seguito Alonso riesce a scalare al terzo posto, battuto però da Pierre Gasly. Hamilton migliora ancora il tempo, confermandosi primo, con cinque decimi di margine su Bottas. Nella parte finale Leclerc strappa il tempo per la Q3, mentre Verstappen sale terzo. Non passano alla fase finale Vettel, Ocon, Russell, Schumacher e Sainz Jr. che, a causa della situazione creata dalla penalizzazione, decide di non effettuare nessun giro cronometrato in Q2.
In Q3 Lewis Hamilton segna 1'23"093; chi fa meglio di lui è Bottas (1'23"071), soprattutto grazie a un ottimo primo settore. Verstappen chiude a poco più di due decimi dal tempo di Hamilton, davanti a Gasly, Perez, Alonso, Norris, Leclerc, Tsunoda e Stroll. Hamilton rientra in pista, ben prima di quanto non facciano Bottas e Verstappen. Il britannico abbassa il tempo limite a 1'22"868. Il tempo è irraggiungibile per gli altri piloti. Hamilton, però, penalizzato per la sostituzione del motore, partirà solo undicesimo, e la pole position è conquistata da Bottas. Con l'ultimo giro veloce Leclerc scala fino al quarto posto. Per il finlandese è la diciottesima partenza al palo, nel mondiale di Formula 1.
Sono stati diciotto i tempi cancellati ai piloti per avere oltrepassato i limiti della pista all'uscita della curva 1 e due i tempi cancellati per avere oltrepassato i limiti all'uscita della curva 14, durante le qualifiche. Nel primo caso si sono visti cancellare il tempo Kimi Räikkönen (tre volte), Nikita Mazepin, Lewis Hamilton, Charles Leclerc e Carlos Sainz Jr. (due volte), Antonio Giovinazzi, Mick Schumacher, Yuki Tsunoda, Nicholas Latifi, Max Verstappen, Sebastian Vettel, e Sergio Pérez (una volta); nel secondo caso si sono visti cancellare il tempo Charles Leclerc e George Russell.
Al termine delle qualifiche Fernando Alonso viene convocato dai commissari sportivi per non avere rispettato le doppie bandiere gialle in Q1. Il pilota spagnolo dell'Alpine non riceve sanzioni.

### Risultati
Nella sessione di qualifica si è avuta questa situazione:
| Pos                         | Nº | Pilota             | Costruttore               | Q1       | Q2          | Q3       | Griglia |
| --------------------------- | -- | ------------------ | ------------------------- | -------- | ----------- | -------- | ------- |
| 1                           | 44 | Lewis Hamilton     | Mercedes                  | 1'24"585 | 1'23"082    | 1'22"868 | 11      |
| 2                           | 77 | Valtteri Bottas    | Mercedes                  | 1'25"047 | 1'23"579    | 1'22"998 | 1       |
| 3                           | 33 | Max Verstappen     | Red Bull Racing-Honda     | 1'24"592 | 1'23"732    | 1'23"196 | 2       |
| 4                           | 16 | Charles Leclerc    | Ferrari                   | 1'24"869 | 1'24"015    | 1'23"265 | 3       |
| 5                           | 10 | Pierre Gasly       | AlphaTauri-Honda          | 1'24"704 | 1'23"817    | 1'23"326 | 4       |
| 6                           | 14 | Fernando Alonso    | Alpine-Renault            | 1'25"174 | 1'23"914    | 1'23"477 | 5       |
| 7                           | 11 | Sergio Pérez       | Red Bull Racing-Honda     | 1'24"963 | 1'23"961    | 1'23"706 | 6       |
| 8                           | 4  | Lando Norris       | McLaren-Mercedes          | 1'25"138 | 1'24"642    | 1'23"954 | 7       |
| 9                           | 18 | Lance Stroll       | Aston Martin-Mercedes     | 1'25"511 | 1'24"601    | 1'24"305 | 8       |
| 10                          | 22 | Yuki Tsunoda       | AlphaTauri-Honda          | 1'25"409 | 1'24"054    | 1'24"368 | 9       |
| 11                          | 5  | Sebastian Vettel   | Aston Martin-Mercedes     | 1'25"787 | 1'24"795    | N.D.     | 10      |
| 12                          | 31 | Esteban Ocon       | Alpine-Renault            | 1'25"422 | 1'24"842    | N.D.     | 12      |
| 13                          | 63 | George Russell     | Williams-Mercedes         | 1'25"417 | 1'25"007    | N.D.     | 13      |
| 14                          | 47 | Mick Schumacher    | Haas-Ferrari              | 1'25"555 | 1'25"200    | N.D.     | 14      |
| 15                          | 55 | Carlos Sainz Jr.   | Ferrari                   | 1'25"177 | senza tempo | N.D.     | 19      |
| 16                          | 3  | Daniel Ricciardo   | McLaren-Mercedes          | 1'25"881 | N.D.        | N.D.     | 20      |
| 17                          | 6  | Nicholas Latifi    | Williams-Mercedes         | 1'26"086 | N.D.        | N.D.     | 15      |
| 18                          | 99 | Antonio Giovinazzi | Alfa Romeo Racing-Ferrari | 1'26"430 | N.D.        | N.D.     | 16      |
| 19                          | 7  | Kimi Räikkönen     | Alfa Romeo Racing-Ferrari | 1'27"525 | N.D.        | N.D.     | 17      |
| 20                          | 9  | Nikita Mazepin     | Haas-Ferrari              | 1'28"449 | N.D.        | N.D.     | 18      |
| Tempo limite 107%: 1'30"505 |    |                    |                           |          |             |          |         |

In grassetto sono indicate le migliori prestazioni in Q1, Q2 e Q3.

## Gara

### Resoconto
Prima della gara sulla vettura di Daniel Ricciardo viene installata la quarta unità relativa al motore a combustione interna, al turbocompressore e all'MGU-H; il pilota australiano è dunque costretto a partire dal fondo dello schieramento.
La pista si presenta umida e c'è una leggera pioggia a tratti. Tutte le vetture montano gomme da bagnato intermedio.
Il poleman Valtteri Bottas, al via, è capace di mantenere il comando della gara, davanti a Max Verstappen e Charles Leclerc. Più dietro c'è un contatto tra Fernando Alonso e Pierre Gasly; lo spagnolo va in testacoda e termina lontano dalla prime posizioni, tamponando poi la Haas di Mick Schumacher nel tentativo di rimonta. Mentre il finlandese mantiene un buon margine sui primi inseguitori, comincia la sua rimonta il compagno di scuderia Lewis Hamilton: il britannico passa Yuki Tsunoda, Lance Stroll e Lando Norris, tra l'ottavo e il decimo giro, collocandosi in sesta posizione. Anche Carlos Sainz Jr. recupera diverse posizioni: lo spagnolo, partito in ultima fila, dopo pochi giri è già al limite della zona dei punti.
Al quattordicesimo passaggio Hamilton supera anche Gasly, che comunque deve ancora scontare la penalizzazione di cinque secondi, inflittagli per il contatto con Alonso alla partenza. Daniel Ricciardo è il primo pilota a effettuare il cambio delle gomme, al ventiduesimo giro. L'australiano resta su gomme da bagnato intermedio. Hamilton cerca di passare anche Sergio Pérez, ma il messicano resiste agli assalti del campione del mondo.
La classifica, almeno nelle posizioni di testa, resta invariata per diversi giri. Verstappen si ferma, per cambiare gli pneumatici, al trentaseiesimo passaggio. Seguono Sainz Jr. un giro dopo, e Pérez e Bottas, due giri dopo l'olandese. Tutti rimangono su gomme intermedie, tranne Sebastian Vettel, che monta gomme slick di mescola media. La scelta risulta troppo azzardata, tanto che il tedesco rientra subito ai box, per tornare a coperture per pista bagnata.
Si trova a condurre Leclerc, davanti a Bottas, Verstappen, Hamilton e Gasly. Il francese cede la posizione, al quarantesimo giro, a Pérez. Il monegasco, con ormai gli pneumatici molto usurati, commette un paio di errori, e viene passato da Bottas, al quarantaseiesimo giro. Poco dopo il ferrarista cede la seconda posizione a Verstappen, prima di rientrare ai box, per montare gomme nuove, sempre da bagnato intermedio. Leclerc è ora quarto, ma è presto passato da Pérez, che pur disponendo di gomme più usurate, ha un miglior passo.
Prosegue invece Hamilton, ora terzo, che spera di potere eventualmente andare ai box solo per passare alle gomme da asciutto. Il pilota della Mercedes rientra ai box al cinquantesimo giro, ma è costretto, ancora, a optare per le gomme da bagnato intermedio. Rientra alle spalle di Leclerc, ma deve guardarsi dal ritorno di Gasly e Norris, che però non sono in grado di avvicinarsi in maniera pericolosa.
Bottas coglie il suo decimo successo in carriera, davanti alle due Red Bull Racing. Verstappen, grazie al secondo posto, ritorna in vetta alla classifica iridata. Esteban Ocon dell'Alpine ha completato il Gran Premio, per la prima volta nell'era turbo-ibrida, senza effettuare la sosta ai box per cambiare gli pneumatici, escludendo il Gran Premio del Belgio della durata di un solo giro. L'ultimo episodio risaliva a 24 anni fa, con Mika Salo che completò il Gran Premio di Monaco 1997 senza effettuare rifornimenti o cambio gomme. Per la dodicesima volta nella storia della massima categoria, per l'ottava volta nell'era turbo-ibrida, iniziata nella stagione 2014, e per la terza volta in questo campionato, dopo il Gran Premio di Francia e il Gran Premio del Belgio, non si sono verificati ritiri.

### Risultati
I risultati del Gran Premio sono i seguenti:
| Pos | Nº | Pilota             | Costruttore               | Giri | Tempo/Ritiro | Griglia | Punti |
| --- | -- | ------------------ | ------------------------- | ---- | ------------ | ------- | ----- |
| 1   | 77 | Valtteri Bottas    | Mercedes                  | 58   | 1h31'04"103  | 1       | 26    |
| 2   | 33 | Max Verstappen     | Red Bull Racing-Honda     | 58   | +14"584      | 2       | 18    |
| 3   | 11 | Sergio Pérez       | Red Bull Racing-Honda     | 58   | +33"471      | 6       | 15    |
| 4   | 16 | Charles Leclerc    | Ferrari                   | 58   | +37"814      | 3       | 12    |
| 5   | 44 | Lewis Hamilton     | Mercedes                  | 58   | +41"812      | 11      | 10    |
| 6   | 10 | Pierre Gasly       | AlphaTauri-Honda          | 58   | +44"292      | 4       | 8     |
| 7   | 4  | Lando Norris       | McLaren-Mercedes          | 58   | +47"213      | 7       | 6     |
| 8   | 55 | Carlos Sainz Jr.   | Ferrari                   | 58   | +51"526      | 19      | 4     |
| 9   | 18 | Lance Stroll       | Aston Martin-Mercedes     | 58   | +1'22"018    | 8       | 2     |
| 10  | 31 | Esteban Ocon       | Alpine-Renault            | 57   | +1 giro      | 12      | 1     |
| 11  | 99 | Antonio Giovinazzi | Alfa Romeo Racing-Ferrari | 57   | +1 giro      | 16      |       |
| 12  | 7  | Kimi Räikkönen     | Alfa Romeo Racing-Ferrari | 57   | +1 giro      | 17      |       |
| 13  | 3  | Daniel Ricciardo   | McLaren-Mercedes          | 57   | +1 giro      | 20      |       |
| 14  | 22 | Yuki Tsunoda       | AlphaTauri-Honda          | 57   | +1 giro      | 9       |       |
| 15  | 63 | George Russell     | Williams-Mercedes         | 57   | +1 giro      | 13      |       |
| 16  | 14 | Fernando Alonso    | Alpine-Renault            | 57   | +1 giro      | 5       |       |
| 17  | 6  | Nicholas Latifi    | Williams-Mercedes         | 57   | +1 giro      | 15      |       |
| 18  | 5  | Sebastian Vettel   | Aston Martin-Mercedes     | 57   | +1 giro      | 10      |       |
| 19  | 47 | Mick Schumacher    | Haas-Ferrari              | 56   | +2 giri      | 14      |       |
| 20  | 9  | Nikita Mazepin     | Haas-Ferrari              | 56   | +2 giri      | 18      |       |

Valtteri Bottas riceve un punto addizionale per avere segnato il giro più veloce della gara.

## Classifiche mondiali

### Piloti
| Pos | Pilota             | Punti |
| --- | ------------------ | ----- |
| 1   | Max Verstappen     | 262,5 |
| 2   | Lewis Hamilton     | 256,5 |
| 3   | Valtteri Bottas    | 177   |
| 4   | Lando Norris       | 145   |
| 5   | Sergio Pérez       | 135   |
| 6   | Carlos Sainz Jr.   | 116,5 |
| 7   | Charles Leclerc    | 116   |
| 8   | Daniel Ricciardo   | 95    |
| 9   | Pierre Gasly       | 74    |
| 10  | Fernando Alonso    | 58    |
| 11  | Esteban Ocon       | 46    |
| 12  | Sebastian Vettel   | 35    |
| 13  | Lance Stroll       | 26    |
| 14  | Yuki Tsunoda       | 18    |
| 15  | George Russell     | 16    |
| 16  | Nicholas Latifi    | 7     |
| 17  | Kimi Räikkönen     | 6     |
| 18  | Antonio Giovinazzi | 1     |

### Costruttori
| Pos | Costruttore               | Punti |
| --- | ------------------------- | ----- |
| 1   | Mercedes                  | 433,5 |
| 2   | Red Bull Racing-Honda     | 397,5 |
| 3   | McLaren-Mercedes          | 240   |
| 4   | Ferrari                   | 232,5 |
| 5   | Alpine-Renault            | 104   |
| 6   | AlphaTauri-Honda          | 92    |
| 7   | Aston Martin-Mercedes     | 61    |
| 8   | Williams-Mercedes         | 23    |
| 9   | Alfa Romeo Racing-Ferrari | 7     |